# Lijst van voetbalinterlands Cambodja - Zuid-Vietnam
Deze lijst van voetbalinterlands is een overzicht van alle officiële voetbalwedstrijden tussen de nationale teams van Cambodja en Zuid-Vietnam. De landen hebben vier keer tegen elkaar gespeeld. De eerste ontmoeting, een vriendschappelijke wedstrijd, vond plaats op 13 november 1970 in Bangkok (Thailand). Het laatste duel, eveneens een vriendschappelijke wedstrijd, werd gespeeld in de Thaise hoofdstad op 16 december 1974.

## Wedstrijden
| № | Plaats  | Datum            | Competitie        | Wedstrijd                     | Uitslag |
| - | ------- | ---------------- | ----------------- | ----------------------------- | ------- |
| 1 | Bangkok | 13 november 1970 | Vriendschappelijk | Khmerrepubliek − Zuid-Vietnam | 2 − 2   |
| 2 | Saigon  | 1 november 1972  | Vriendschappelijk | Zuid-Vietnam − Khmerrepubliek | 1 − 2   |
| 3 | Bangkok | 11 december 1974 | Vriendschappelijk | Khmerrepubliek − Zuid-Vietnam | 3 − 2   |
| 4 | Bangkok | 16 december 1974 | Vriendschappelijk | Khmerrepubliek − Zuid-Vietnam | 2 − 0   |

## Samenvatting
| Competitie        | Totaal gespeeld | Winst Cambodja | Gelijk | Winst Zuid-Vietnam | Doelsaldo Cambodja – Zuid-Vietnam |
| ----------------- | --------------- | -------------- | ------ | ------------------ | --------------------------------- |
| Vriendschappelijk | 4               | 3              | 1      | 0                  | 9 − 5                             |
| Totaal            | 4               | 3              | 1      | 0                  | 9 − 5                             |

Wedstrijden bepaald door strafschoppen worden, in lijn met de FIFA, als een gelijkspel gerekend.
FFC · Cambodjaans vrouwenelftal
Afghanistan ·
Aruba ·
Australië ·
Bahrein ·
Bangladesh ·
Bhutan ·
Brunei ·
China ·
Equatoriaal-Guinea ·
Filipijnen ·
Guam ·
Guinee ·
Guyana ·
Hongkong ·
India ·
Indonesië ·
Irak ·
Iran ·
Japan ·
Jemen ·
Jordanië ·
Kirgizië ·
Koeweit ·
Laos ·
Libanon ·
Macau ·
Malediven ·
Maleisië ·
Mongolië ·
Myanmar ·
Nepal ·
Noord-Korea ·
Oezbekistan ·
Oost-Timor ·
Pakistan ·
Palestina ·
Qatar ·
Saoedi-Arabië ·
Singapore ·
Sri Lanka ·
Syrië ·
Tadzjikistan ·
Taiwan ·
Thailand ·
Turkmenistan ·
Vietnam ·
Zuid-Korea ·
Zuid-Vietnam
VFA
1949 – 1959 · 
1960 – 1969 · 
1970 – 1975
Azië Cup 1956 · 
Azië Cup 1960
Australië ·
Bangladesh ·
Cambodja ·
Filipijnen ·
Hongkong ·
India ·
Indonesië ·
Israël ·
Japan ·
Koeweit ·
Laos ·
Maleisië ·
Myanmar ·
Nieuw-Zeeland ·
Pakistan ·
Singapore ·
Taiwan ·
Thailand ·
Zuid-Korea